# گسترده‌بالان
گسترده‌بالان (نام علمی: Lestidae) نام یک تیره از زیرراسته سنجاقک است.